# 受精

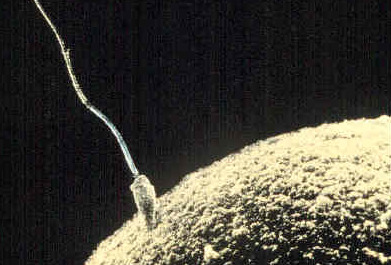
精子の卵への侵入

受精（じゅせい、英: Fertilization）は、雄の生殖細胞が雌の卵（または卵細胞）の中に入り込み、細胞分裂によって成長可能な状態になること。定義としては、一方が卵と見なされる場合の接合のことである。動物の場合の接合はすべてこれである。一般に受精といえば、動物の場合を指すことが多い。

## 概要
一般に精子は卵の表面に誘引される。連続した液体の中に卵と精子がおかれた場合、精子は極めて素早く卵の表面に集まる。精子が卵の表面から侵入すると、その直後に、侵入点を中心として卵の表面から透明な膜が持ち上がってくる。この膜を受精膜（じゅせいまく）という。受精膜が生じると、他の精子は卵の表面から遠ざけられる。
卵に侵入する精子の数は、通常は一個だけである。侵入した精子の核は、卵核に接近し、やがて両者が融合して受精が完了する。複数が侵入しても、卵核と融合できるのは一個だけであるから、残りの精子は行き場がなくなる。それらは卵に吸収されてしまう場合もあるが、ウニでは複数の精子が侵入すると、卵割が異常になることが知られている。普通には複数の精子が侵入することはない。これは、受精膜の働きと考えられたこともあるが、必ずしもそうでないとの説もある。
受精後、そのまま卵割が始まる場合が多い。ウニなどでは受精膜はそのまま胚を包む膜となり、そこから脱出することを孵化という。
遺伝学的に見れば、受精は配偶子からもたらされる現象のことであり、精核と卵核の融合をもって受精の瞬間と考えるのが正しい。発生学的に見ると、新個体の核が形成されるのが両核の融合であるから、それをもって受精の瞬間と見ることもできるが、精子が卵に接触した時点で卵の変化が始まるので、それをもって受精の瞬間と見ることもできる。実際、卵の表面に化学的な刺激を与えただけで発生が始まる例もあり、その面から見入れば、受精における精子の役割は卵の発生への引き金を引くこと、との見方も成り立つ。

## 受精の形式
動物において、受精に向かう過程をそれぞれの個体の関係において体外受精と体内受精に区別する。前者は各個体が卵や精子を体外に放出し、そこで受精が行われること、後者は卵が体内に留まり、そこに精子が到達して受精が行われることである。詳細は各項目を参照。
ヒトは卵子1個体に対して精子1個体が侵入することで受精が成立するが、鳥類は1個体の卵子に複数の精子が侵入しないと受精が成立しない。ただし、鳥類のこれは胚の成育に精子に含まれる遺伝物質とは別な物質が大量に必要なためであり、遺伝物質その物は精子1個体分あれば良い。
ハチなどの昆虫は受精嚢から必要分を取り出し受精を行う。
爬虫類は受精を遅延させる遅延受精を行う。また、一部のサメでも45か月遅延させた例がある。

## ヒトの受精
射精一度あたりの精液が含む精子数は通常1億〜4億程であるが、このうち、腟内に射精された場合、子宮頸部に到達する前に約99％が死滅、子宮まで到達できるのはおよそ数千〜数十万、排卵期に卵子の目前まで到達できるのはおよそ数十〜数百である。また、膣から受精の場である卵管まではおよそ数十分〜数時間で到達すると考えられている。ただし、数分で到達したという例も確認されている。

### 受精のタイミング（妊娠可能時期）
排卵期には、卵子は卵胞を飛び出し（排卵）、卵管に入って子宮へ向かって行き、受精をすれば着床し、しなければ数時間〜24時間以内に退化してしまう。一方で、精子の受精機能の保持期間は数時間から3日、最大で7日（頸管内や子宮内、卵管内）とされており、このことから最大の場合を考慮して、精子の受精可能期間である排卵前の7日間と卵子の受精可能期間である排卵後の1日を合わせて、排卵の前後8日間が1回の月経周期での受精が可能な期間ということになる。
排卵は生理の14日前頃に起きるが、排卵期は様々な原因で容易に変動してしまうため、妊娠可能時期を予測することは困難である。

## 種子植物の受精
種子植物は、花粉が雌蘂の柱頭に着くことを受精と同一視する場合があるが、これは受粉と呼ばれる。花粉から花粉管が伸び、それが胚珠に届き、胚珠内の胚嚢にある卵細胞と花粉管内の精核（精細胞）が融合することが受精である。
胚珠に対する花粉管の侵入経路には以下の３つのタイプがある。
- 珠孔受精（しゅこうじゅせい、porogamy）

花粉管が珠孔から侵入する様式で、最も一般的。
- 合点受精（ごうてんじゅせい、chalazogamy）

花粉管が合点付近から侵入する様式で、モクマオウ科などに見られる。
- 中点受精（ちゅうてんじゅせい、mesogamy）

花粉管が珠孔・合点以外の場所から侵入する様式。ボタンウキクサでは珠柄から、カボチャなどのウリ科の一部では側面の珠皮から花粉管が侵入する。また、ヤドリギ科などでは胚嚢が胚珠の外まで出て、花柱にまで達しており、花柱を通ってきた花粉管は直接的に胚嚢に達する。

花粉管が卵細胞に正確にたどりつけるのは、胚嚢にある助細胞が導いているからである。トレニアという植物を使いこのことを発見した名古屋大学教授の東山哲也らの論文は2001年「Science」に掲載され、写真が表紙を飾った。その後も東山らは研究を続け、助細胞が出すシステインに富む2種類の低分子量タンパク質によって花粉管が誘引されているということを突き止め、これらのタンパク質を「ルアー１」、「ルアー２」と名付けた。（2009年、この研究結果の写真は「Nature」の表紙に採用されている。）。

また、被子植物は重複受精と呼ばれる独特な受精形式を行う。

## その他
ヒトの双生児は1つの卵に精子が2つ入ったため、との俗説があるが、誤りである。詳しくは双生児の項を参照。